# Кишлих
Кишлих, Кишилик (монг. Хишилиг?, ᠺᠢᠱᠢᠯᠢᠬ?) — монгольский военачальник из рода уряут-килингут, один из сподвижников Чингисхана. Первоначально бывший табунщиком у нойона Еке-Церена. Впоследствии вместе со своим другом Бадаем он был пожалован Чингисом в дархаты (т. е. получил свободу) в качестве благодарности за свои заслуги. 
Хозяин Кишлиха и Бадая Еке-Церен был сыном Хулан-багатура, брата хана всех монголов Хутулы, и приходился родственником Чингисхану, однако впоследствии ушёл от того к кереитскому правителю Тоорилу (Ван-хану). Когда Ван-хан, подстрекаемый своим сыном Нилха-Сангумом, стал обсуждать с нойонами план нападения на Чингисхана, Еке-Церен, возвратившись с совета, проболтался об этом своей семье. Пришедший в юрту Бадай подслушал разговор и поспешил рассказать об услышанном Кишлиху. Заинтересовавшись, Кишлих тоже решил подслушать, о чём говорят хозяева, однако услышав предложение сына Еке-Цэрэна Нарин-кееня (предлагавшего отрезать языки тем, кто подслушивал их разговор), испугался и предложил Бадаю предупредить Чингисхана об угрозе. Угнав двух меркитских коней, табунщики прискакали к Чингису и доложили тому о готовящемся нападении. Выслушав Кишлиха и Бадая, Чингисхан приказал своим нукерам немедленно откочёвывать. 
Впоследствии, покорив кереитов, Чингисхан в качестве благодарности за заслуги Кишлиха и Бадая даровал обоим дархатство. Кроме них, подобного права была также удостоена семья батрака из рода сулдус Сорган-Ширы, спасшего жизнь ещё молодому Чингису в тайджиутском плену. Кроме того, на всемонгольском курултае 1206 года Кишлих и Бадай также были пожалованы в нойоны-тысячники, и с этих пор они, а также их потомки стали называться килингит-дархатами. 
Среди потомков Кишлиха в труде историка Рашид ад-Дина «Джами ат-таварих» упоминается Акутай, также бывший нойоном-тысячником.

## Образ
- Кишлих и его жена Бичикэ являются одними из героев романа И. К. Калашникова «Жестокий век».